# فريدريك فانك
فريدريك فانك (بالألمانية: Friedrich Funk)‏ هو سياسي ألماني، ولد في 3 أكتوبر 1900 في بريكسنشتات في ألمانيا، وتوفي في 5 أغسطس 1963 في فولكاخ في ألمانيا. نشط حزبياً في الاتحاد الاجتماعي المسيحي. وقد انتخب عضو في البوندستاغ الألماني خلال فترته النيابية ‏ (7 سبتمبر 1949 – 7 سبتمبر 1953).